# وست بریجفورد
latitudeوست بریجفوردlongitudeوست بریجفورد
وست بریجفورد (به انگلیسی: West Bridgeford) شهری در منطقهٔ بیرمنگام کشور انگلستان است که این کشور خود بخشی از بریتانیا محسوب می‌شود. این شهر در سال ۱۹۹۱ میلادی ۳۳٫۸۴۳ نفر جمعیت داشته و در سرشماری سال ۲۰۰۱ جمعیت آن به ۴۳٫۳۹۵ نفر رسیده‌است. میزان رشد سالانهٔ جمعیت وست بریجفورد ‎۲٫۸ درصد می‌باشد و جمعیت این شهر در سال ۲۰۱۲ به ۵۸٫۷۶۸ نفر تغییر یافت.